# かなかなかぞく
『かなかなかぞく』とは、神奈川県の制作したキャラクター、およびそれをモチーフとしたアニメの名称である。

## 概要
2014年6月より、神奈川県が重点施策をPRする目的でwebコンテンツを開始。それに伴いオリジナルアニメーションや実写動画の制作をDLEが担当する。キャラクターデザイン・監督は大宮和仁が担当。秘密結社鷹の爪とのコラボ動画なども制作された。アニメは神奈川県のインターネット放送局『かなチャンTV』やYouTubeで配信している。
2015年7月よりシーズン2を開始。
2015年11月までに4100万を投じたが県内の認知度の低さが明らかになった。
2016年7月よりキャラクタービジュアル・担当声優を大幅にリニューアル。吉本興業と提携し、同社のタレントを声優に起用している。
2020年8月より、リニューアルが行われ、作画を漫画家・かなつ久美が担当する。
2022年1月からは、スタジオプラセボ（キャラクターアニメーションスタジオ株式会社）が制作を行っている。

## キャラクター
声はシーズン1・2/吉本興業版/かなつ久美版/スタジオプラセボ版の順。

### 神奈川家
かなぼう
声 - 江口拓也 / 坂本雅仁（アホマイルド）/ いとうさとる / 川上晃二
湘南生まれの海ぼうず。神奈川家に居候している。年齢は3歳くらい。「…かな？」を語尾につける。
りかちゃん
声 - 阿澄佳奈 / 三田麻央 （NMB48） / 引坂理絵 / 三村ゆうな
本名は神奈川りか（かながわ - ）。神奈川家の長女で高校二年生。17歳。腕っぷしが強い。アニメの主役。実写の番外編では椎木里佳が「りかちゃん」を名乗って登場することがある。
SNSでのリテラシーに欠ける所があり、それが原因で損な目に遭ってしまうことが多い。
パパ
声 - 三宅貴大 / 堤下敦（インパルス）(16話〜30話)→真坂雅(36話〜38話)→なかやまきんに君(43話〜46話)/虎島貴明 / 川上晃二
45歳。中堅企業の広報部所属。
ママ
声 - 田中あいみ / 椿鬼奴 / 森永千才 / 長谷川育美
45歳。編み物教室に通っている。
おばあちゃん
声 - 阿澄佳奈 / 椿鬼奴 / 木南亜莉沙 / 新井里美
80歳。とても元気。
けんちゃん
声 - 江口拓也 / あべこうじ / 鳴瀬友希 / 吉永拓斗
本名は神奈川けん（かながわ - ）。神奈川家の長男で中学二年生。14歳。おとなしい性格。

### その他のキャラクター
ミビョーナ・ミビョーネ
声 - 田中あいみ / -
未病について詳しい妖精。推定500歳。
ミビョーマン
声 - 浦山顕
初登場は28話。神奈川県民の健康の為に奮闘する未病改善ヒーロー。35話では、同県の食育マスコット「かなふぅ」と共に畑仕事もしていた。
みなとちゃん
声 - ファイルーズあい
初登場は55話。りかの高校の友人。

## 各話リスト

### シーズン1
| 話数  | サブタイトル                     | 配信日        |
| ----- | -------------------------------- | ------------- |
| 第1話 | かなかなかぞく登場               | 2014年 7月2日 |
| 第2話 | 未病って何…かな？                | 7月2日        |
| 第3話 | 三つの特区                       | 7月23日       |
| 第4話 | かながわシープロジェクト         | 8月14日       |
| 第5話 | ストップ風しん                   | 9月8日        |
| 第6話 | かなかなクエスト〜そして県西へ〜 | 10月2日       |
| 第7話 | ストップ振り込め詐欺             | 2015年 1月4日 |

### シーズン2
| 話数   | サブタイトル                                   | 配信日         |
| ------ | ---------------------------------------------- | -------------- |
| 第8話  | 子ども☆キラキラプロジェクトって何…かな？       | 8月12日        |
| 第9話  | 広がる！進む！太陽光発電                       | 8月23日        |
| 第10話 | 越！ベトナム！                                 | 9月2日         |
| 第11話 | 継続！犬猫殺処分ゼロ！                         | 9月15日        |
| 第12話 | 企業・NPO・大学のパートナーシップって何…かな？ | 12月11日       |
| 第13話 | ありがとう県土整備局                           | 12月20日       |
| 第14話 | いのちを守るAED                                | 2016年 3月17日 |
| 第15話 | 食育 みんなで食べて元気いっぱい                | 3月25日        |

### 吉本興業版
| 話数   | サブタイトル                                                     | 配信日         |
| ------ | ---------------------------------------------------------------- | -------------- |
| 第16話 | 朝ラジは気持ちいい〜                                             | 7月22日        |
| 第17話 | セーリング出場だぼー！                                           | 8月29日        |
| 第18話 | ためしてギョッテン                                               | 10月12日       |
| 第19話 | 手話で仲直り                                                     | 11月11日       |
| 第20話 | 人生100歳時代                                                    | 12月5日        |
| 第21話 | マイME-BYOカルテで健康生活                                       | 12月27日       |
| 第22話 | パラスポーツって楽しい！                                         | 2017年 3月29日 |
| 第23話 | Let's! みんなで献血！                                            | 7月20日        |
| 第24話 | フォーを超える日本の麺を探せ！                                   | 9月13日        |
| 第25話 | ラグビーワールドカップ2019™️がやってくる!!                       | 11月6日        |
| 第26話 | 自転車パラパラレルワールド                                       | 12月13日       |
| 第27話 | インフルエンザに気をつけよう！                                   | 2018年 1月23日 |
| 第28話 | 未病改善ヒーロー ミビョーマン                                    | 3月7日         |
| 第29話 | Jアラートが発令したら…                                           | 3月19日        |
| 第30話 | SNS被害に気をつけよう                                            | 3月29日        |
| 第31話 | シェイクアウトってなに?                                          | 8月10日        |
| 第32話 | 神奈川県っていつできたの?                                        | 10月22日       |
| 第33話 | SDGsってなに?                                                    | 12月12日       |
| 第34話 | ザッツ!未病改善!                                                 | 12月25日       |
| 第35話 | 地産地消で未病改善                                               | 2019年 2月1日  |
| 第36話 | 人生100歳時代スペシャル〜それぞれの100歳時代〜                   | 3月1日         |
| 第37話 | 社会参加で未病改善!                                              | 3月15日        |
| 第38話 | 運動して未病改善!                                                | 3月22日        |
| 第39話 | ラグビーワールドカップ2019™️ チケットが今、なくても楽しめる方法! | 8月30日        |
| 第40話 | 目覚めたらりかちゃんがペットになっていた件                       | 11月26日       |
| 第41話 | 「かなチャンTV」知名度アップ大作戦!緊急対策会議                  | 12月26日       |
| 第42話 | りかちゃん危うし!?自画撮り被害に気をつけて                       | 2020年 2月12日 |
| 第43話 | コミュニティって何?                                              | 2月28日        |
| 第44話 | 行くぞ!高校バンドのテッペンへ!! KANAGAWA BANDSHIP                | 3月16日        |
| 第45話 | ME-BYO BRANDでザッツ! 未病改善!                                  | 3月19日        |
| 第46話 | がん検診に行こう!                                                | 3月19日        |

### かなつ久美版
| 話数   | サブタイトル                                | 配信日        |
| ------ | ------------------------------------------- | ------------- |
| 第47話 | ハマりすぎには要注意!!依存症ってなに?       | 8月11日       |
| 第48話 | ゲートキーパーってなに?                     | 9月2日        |
| 第49話 | 知っていますか 感染防止対策取組書           | 10月14日      |
| 第50話 | M・A・S・Kの徹底を!                         | 11月20日      |
| 第51話 | 風水害における避難                          | 2021年 2月8日 |
| 第52話 | アプリを入れただけなのに                    | 3月22日       |
| 第53話 | 消防団ってなに? 〜蝶野正洋も登場!〜         | 3月22日       |
| 第54話 | 感染防止サポートブックで地元かながわ再発見! | 11月18日      |

### スタジオプラセボ版
| 話数   | サブタイトル                                    | 配信日         |
| ------ | ----------------------------------------------- | -------------- |
| 第55話 | コロナ禍～それぞれの事情～                      | 2022年 1月31日 |
| 第56話 | 神奈川県の魂(ソウル)ソング?県民歌「光あらたに」 | 3月1日         |
| 第57話 | いざ開催!神奈川県でねんりんピック!              | 9月21日        |
| 第58話 | あたりまえってなぁに?                           | 2023年 3月6日  |